# Torre civica (Lanzo Torinese)
La Torre civica di Aymone di Challant è l'unico pezzo della cinta muraria di Lanzo Torinese rimasto integro sino ai giorni nostri.

## Storia
Anche se non quella attuale, una torre sembra già esistesse nel 1272 ed era la porta di accesso alla contrada del Borgo (attualmente via San Giovanni Bosco) che conduceva al castello posto sulla sommità del monte Buriasco. Lungo questa via, a partire dal 1219, il martedì si teneva il mercato settimanale.
 La torre attuale (1329-1357) porta il nome di Aymone di Challant, suo costruttore e castellano di Lanzo nel Trecento, giunto a Lanzo al servizio di Margherita di Savoia. In epoca medievale la torre era fornita di ponte levatoio e non aveva il tetto di copertura, che venne aggiunto nell'Ottocento per proteggerla dalle intemperie. Sulla sommità è posta la campana del comune e sulla facciata erano raffigurati gli stemmi dei Savoia e degli Estensi, signori della città (che sono praticamente scomparsi dalla seconda metà del Novecento).
Verso la metà del secolo XVI, quando i francesi occuparono il Piemonte, il castello di Lanzo, che era considerato uno dei più importanti della regione, venne assediato, espugnato il 28 novembre 1551 e, successivamente, distrutto (1556-1557) dai francesi comandati dal duca Carlo di Brissac, eccezion fatta per la torre civica di Aymone di Challant.

## Stile

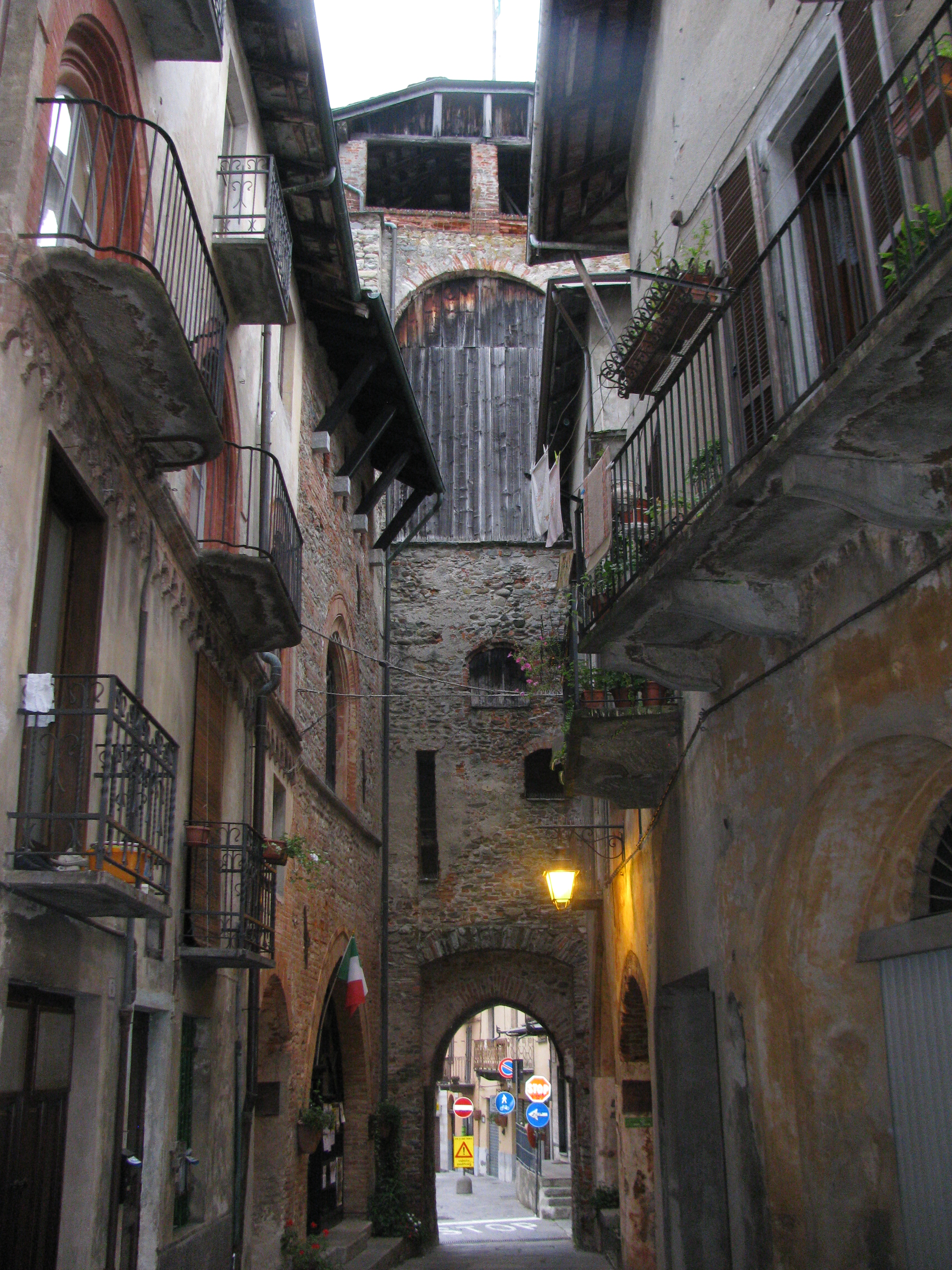
Veduta dal borgo della Torre di Aymone di Challant

Stilisticamente, la torre è alta 20,50 metri ed è una tipica fortificazione trecentesca: ciò è evidenziabile dall'arco in cotto del fornice con doppia armilla acuta, dai capitelli su cui quest'ultima poggia e dal motivo decorativo delle caditoie e dei merli (col contrasto tra il rosso dei mattoni e il grigio chiaro della pietra dei beccatelli). All'interno della torre vi erano le nicchie e le guardiole di difesa e l'intera struttura era chiusa, oltre che dal ponte levatoio, da un robusto portone di cui si vedono ancor oggi i cardini e le tracce della saracinesca che serviva per la chiusura.

## Oggi
Attualmente, in quella che probabilmente era la casa delle guardie, posta dietro alla torre, è sita la biblioteca civica "A. Cavallari Murat", centro rete del Sistema bibliotecario Valli di Lanzo, che possiede più di 300.000 volumi ed è sede della Società Storica delle Valli di Lanzo.